# حدبة

رسم توضيحي يبين حركة الكامة مع التابع لتحويل الحركة الدورانية إلى حركة خطية

الكامة Cam بالعربية حدبة وفي لبنان الصبّاب وفي اليمن التيمت هي انبعاج محدد في شكل دائري يدور ، أو اختلاف في مراكز الدوران لعمود دوران . ووظيفة الكامة الرئيسية هي ضبط التوقيت لتشغيل الأجزاء الميكانيكية عن طريق تحويل الحركة الدورانية إلى حركة خطية وذلك نتيجة لاختلاف ابعاد انصاف الأقطار عن المركز بسبب الانبعاج الذي تم مسبقاً ، فيعطي حركة خطية للتابع الذي يكون ملامساً للكامة فيتحرك بترتيب زمني معين لإداء وظائف ميكانيكية في الأوقات المحددة لها.
وللتابع أنواع مختلفة :
1. الدائري Roller
2. النصف دائري Mushroom
3. المسطح Flat
4. السكين Knife

كذلك للحركة الناتجة أنواع ، تختلف هذه الحركات تبعاً لاتختلاف وسيلة تثبيت التابع: 
1. الحركة الخطية في اتجاه نصف قطر الكامة
2. الحركة الخطية التي بتبعد مسافة محددة عن نصف القطر
3. الحركة الاهتزازية

ومن أهم تطبيقات الكامات : عمود الكامات في السيارات والذي يستمد حركته الرئيسية من المحرك ويقوم بتحويل هذه الحركة الدائرية إلى حركة خطية تقوم بفتح وغلق صمامات الوقود والعادم داخل غرف الاحتراق بمحركات الاحتراق الداخلي.
ويتم تحديد شكل الكامة بواسطة منحنى الإزاحة وهو عبارة عن رسم توضيحي يرسم على محورين أحدهما للإزاحة المطلوبة والآخر للزوايا التي يتم عندها هذه الإزاحة ، وبوسائل رياضية وهندسية محددة يتم تحديد نقاط الإزاحة وتتابعها ، ويتم رفع الإبعاد الناتجة من هذا المنحنى وإسقاطها على الدائرة الأساسية للكامة ، لينتج الشكل النهائي .